# Dhanurasana
Dhanurasana (en sánscrito: धनुरासन, AITS: Dhanurāsana) o postura del arco es una asana de flexión hacia atrás del hatha yoga. Es una postura de nivel intermedio por lo que se requieren haber practicado previamente otras asanas de nivel básico.

## Etimología y origen
La palabra en sánscrito Dhanurasana significa 'postura del arco':
- Dhanur (en sánscrito: धनुर, AITS: dhanur), que significa 'arco'[2]
- Asana (en sánscrito: आसन, AITS: āsana), que significa 'postura'[3]

### Origen

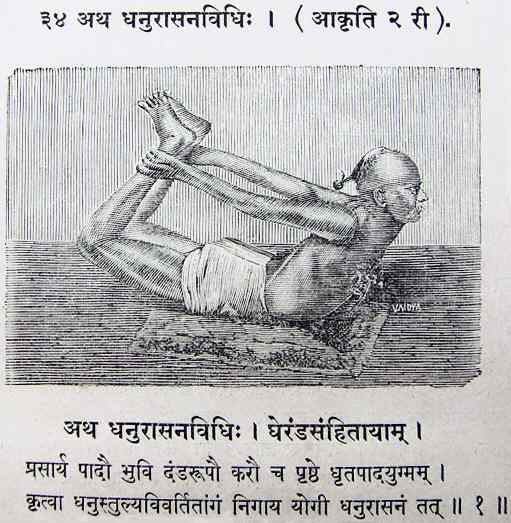
Grabado en medio tono de Yogui Ghamande en dhanurasana en su Yogasopana Purvacatuska, 1905. El texto debajo de la imagen cita al Gheranda-samjita, cuya descripción de la postura es ambigua.

La posición es descrita de manera ambigua en el verso 2.18 del Gheranda-samjita, uno de los textos clásicos del hatha yoga de finales del siglo XVII, de la siguiente manera: 

Extendiendo las piernas en el suelo, rectas como un palo, y agarrando los pies con las manos, y haciendo que el cuerpo se doble como un arco. Esto se llama dhanurasana (o postura del arco).
Gheranda-samjita II.18, Siglo XVII

## Descripción
Desde una posición de decúbito prono (tendido boca abajo, brazos extendidos y pegados al tronco y la cabeza a un lado), se sujetan los pies para levantar las piernas y el pecho para formar un arco con el cuerpo; los brazos representan la cuerda del arco.

## Estudios
Un estudio publicado el 2011 en Dehli, India, sobre el efecto de una sesión de hatha yoga en el gasto energético, la intensidad del ejercicio y los cambios respiratorios en donde participaron 20 hombres con 6 a 10 años de experiencia en la práctica de asanas mostró que el consumo de oxígeno fue significativamente mayor en las siguientes posturas respecto a las otras: Pavan Muktasana, Dhanurasana, Sarvangasana, Halasana y Karnapidasana. La sesión de yoga incluyó 24 asanas (24 min), pranayamas (8 min) y meditación (5 min).
Un estudio publicado el 2011 de ensayo clínico en Karnataka, India, con 123 pacientes con diabetes mellitus tipo 2 a lo largo de 3 meses en donde se incluyó esta asana mostró que los practicantes de yoga lograron en promedio una reducción del estrés oxidativo de 20% (60 pacientes) en comparación al grupo de control (63 pacientes).
Un estudio publicado el 2012 en India sobre el efecto del hatha yoga en el fortalecimiento de la espalda en donde participaron 50 obreros de construcción de casas de la ciudad de Gwalior y que incluyó una rutina de asanas como Bhujangasana, Dhanurasana, Vakrasana, Ardha matsyendrasana, Halasana, Paschimottanasana, Shalabhasana, Uttanapadasana, Ustrasana, pranayamas, mantras, meditación y la secuencia surya namaskara durante un periodo de 3 meses, mostró efectos significativos del grupo experimental (25 personas) en comparación del grupo de control (25 personas).

## Contra posturas
Una contra postura de yoga es una asana de yoga que estira la columna vertebral en la dirección opuesta a la asana anterior o la devuelve a una posición neutral. No obstante, en posturas de flexión hacia atrás o backbends como Dhanurasana, se recomienda primero descansar y luego practicar posturas de transición antes de adoptar una postura en la dirección opuesta. Las posturas recomendadas luego de practicar Dhanurasana son:

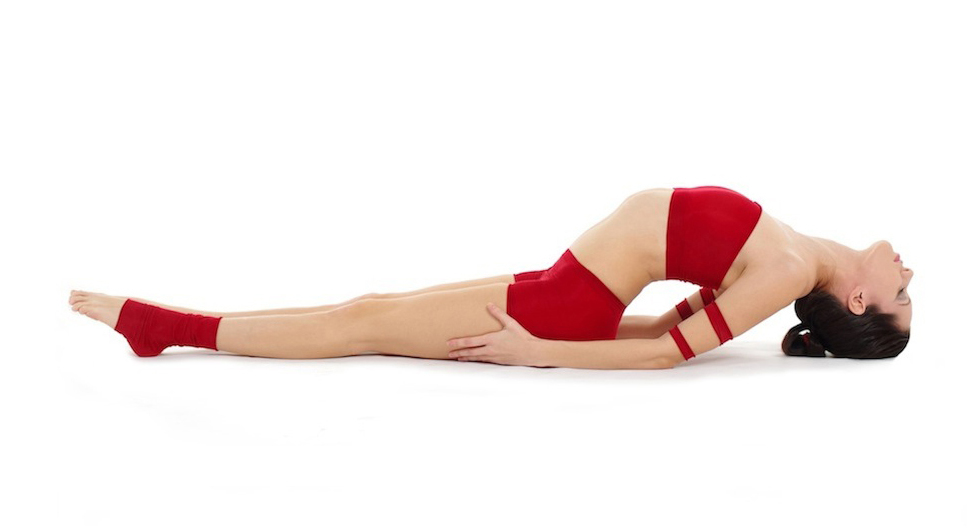
Matsyasana, postura del pez.
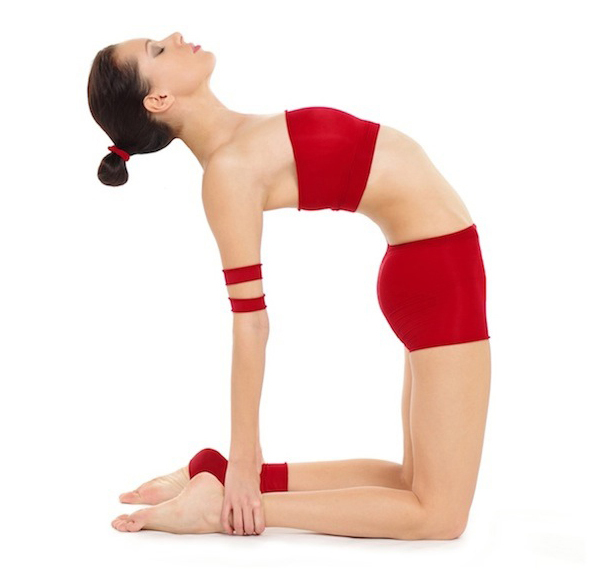
Ustrasana,, postura del camello.
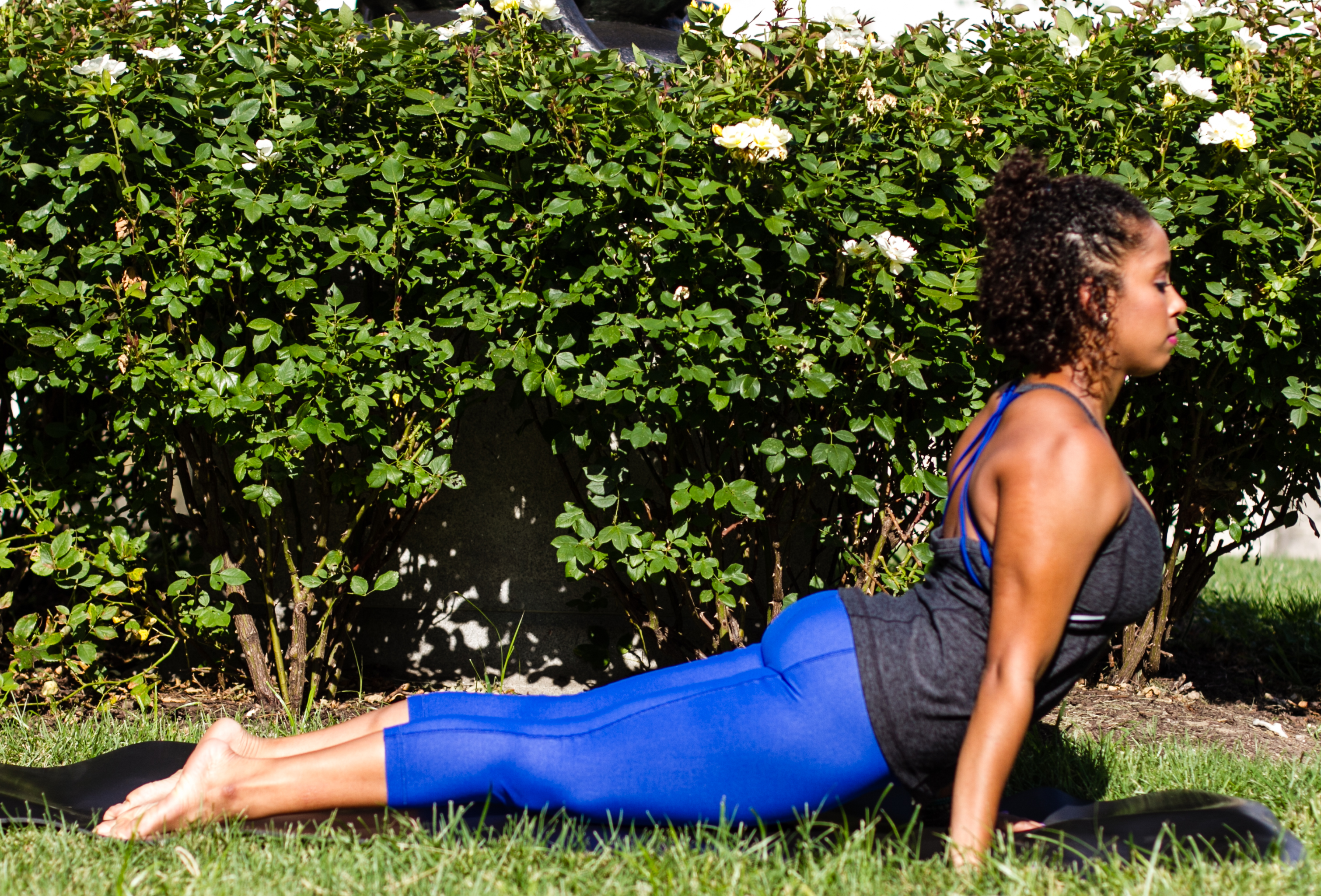
Urdhva Mukha Svanasana, postura del perro hacia arriba.
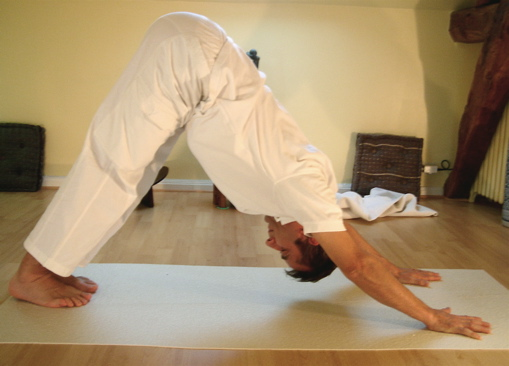
Adho Mukha Svanasana, postura del perro hacia abajo.
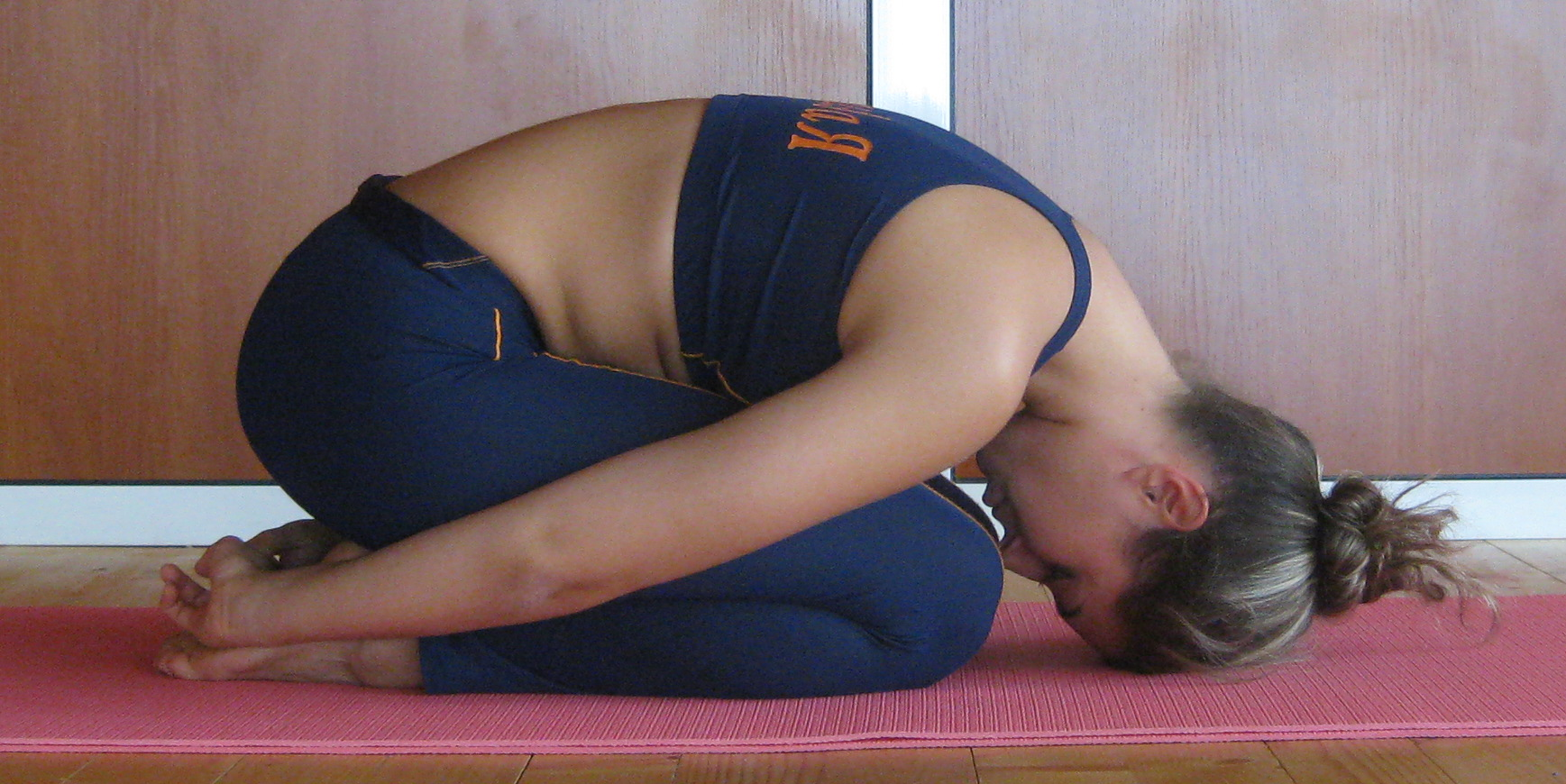
Balasana, postura del niño.

- Matsyasana,[7]
postura del pez.
- Ustrasana,[7],
postura del camello.
- Urdhva Mukha Svanasana,[7]
postura del perro hacia arriba.
- Adho Mukha Svanasana,[12]
postura del perro hacia abajo.
- Balasana,[12]
postura del niño.

## Contraindicaciones
Es una postura contraindicada para personas con embarazo, hipertensión, problemas cardíacos, hernia, migraña, lesiones en el cuello, dolores de cabeza frecuentes, úlcera péptica o duodenal, apendicitis, colitis y enfermedad inflamatoria intestinal.
Las posturas de flexión hacia atrás requieren antes la práctica de otras asanas de preparación a modo de calentamiento ya que podrían generarse desplazamientos discales en la columna. La presencia de un instructor de yoga calificado y experimentado es muy importante para los practicantes de nivel básico.
Se recomienda que más allá de seguir las recomendaciones de los instructores, el practicante debe escuchar su propio cuerpo: si se sienten molestias en la espalda, especialmente en la zona lumbar, es mejor enderezar la espalda y adoptar una versión de la postura menos profunda. Las asanas del hatha yoga deben practicarse con suavidad y progresivamente sin forzar las posiciones.

## Galería de variantes

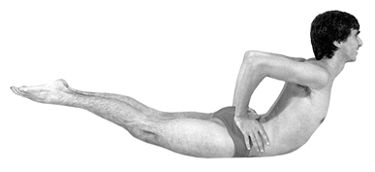
Ardha Dhanurasana
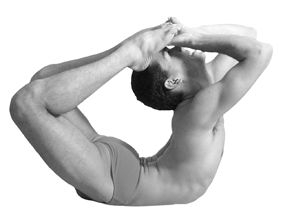
Maha Dhanurasana
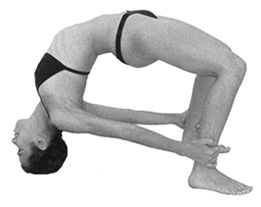
Viparíta Dhanurasana
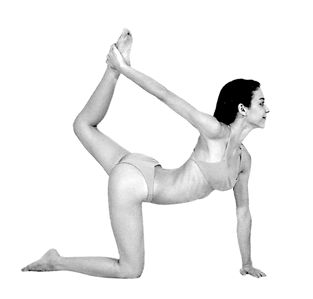
Maha Utthita Dhanurasana